# UGT1A1
УДФ-глюкуронозилтрансфераза 1-1, также известная как UGT-1A, является ферментом, кодируемым геном UGT1A1.
UGT-1A представляет собой уридиндифосфат-глюкуронозилтрансферазу (УДФ-глюкуронозилтрансфераза, UDPGT), фермент пути глюкуронирования, который превращает небольшие липофильные (жирорастворимые) молекулы, такие как стероиды, билирубин, гормоны и медикаменты, в водорастворимые, экскретируемые метаболиты.

## Ген
Ген UGT1A1 является частью сложного локуса, который кодирует несколько UDP-глюкуронозилтрансфераз. Локус включает в себя тринадцать уникальных альтернативных первых экзонов, за которыми следуют четыре общих экзона. Четыре первых из альтернативных экзонов считаются псевдогенами. Каждый из оставшихся девяти 5'-экзонов может быть сращен с четырьмя общими экзонами, в результате чего девять получается белков с различными N-концами и идентичными C-концами. Каждый первый экзон кодирует сайт связывания субстрата и регулируется его собственным промотором. Описано более 100 вариантов гена UGT1A1, некоторые из которых дают повышенную, сниженную или неактивную ферментативную активность. Комитет номенклатуры UGT составил список вариантов гена UGT1A1, дав в названии каждому символ «*», а затем номер этого варианта.

## Клинические значения
Мутации в этом гене вызывают серьёзные проблемы для метаболизма билирубина; каждый синдром может быть вызван одной или несколькими мутациями, поэтому они различаются в основном симптомами, а не конкретными мутациями:
- Синдром Жильбера (СЖ) может быть вызван различными генетическими изменениями, но в европейских и афроамериканских популяциях он чаще всего ассоциируется с аллелем UGT1A1*28 (rs8175347), гомозиготной мутацией 2-bp (TA) область промотора TATA-бокса гена UGT1A1.[8][9][10] Этот полиморфизм нарушает правильную транскрипцию гена UGT1A1, что приводит к снижению транскрипционной активности UGT1A1 примерно на 70 %; в результате сниженная активность ферментов приводит к гипербилирубинемии, характерной для СЖ[8][9][11]. Полиморфизм *28 происходит с частотой 26-31 % у европейцев и у 42-56 % афроамериканцев.[12] Около 10-15 % этих популяций гомозиготны по аллелю *28, но только 5 % фактически развивают гипербилирубинемию, связанную с UGT1A1, поэтому, по-видимому, эта мутация сама по себе может быть необходимым, но не достаточным фактором СЖ, возможно, действует в сочетании с другими мутациями UGT1A1, из-за чего увеличиваются шансы на развитие СЖ.[8][9] В популяциях азиатских и тихоокеанских островов UGT1A1*28 встречается гораздо реже: примерно 9-16 % в азиатских популяциях и 4 % жителей островов Тихого океана[12][13]. В этих популяциях синдром Жильбера чаще встречается из-за миссенс-мутаций в кодирующей области гена, таких как UGT1A1*6 (замена глицина на аргинин в позиции 71 (G71R), rs4148323)[8][9]. Специальный фенобарбитально-чувствительный энхансер модуля области NR3 (gtPBREM NR3) способствует увеличению производства фермента UDPGT, из-за чего концептуально, с медицинской точки зрения, им можно было бы контролировать уровень билирубина, однако в этом редко есть необходимость, особенно у взрослых (обычно, уровень общего билирубина при синдроме Жильбера варьируются от 1 до 6 мг/дл)[9].
- Синдром Криглера-Найяра типа I связан с одной или несколькими мутациями, которые приводят к полному отсутствию нормального фермента UGT1A1, что вызывает тяжелую гипербилирубинемию с уровнем общего билирубина от 20 до 45 мг/дл. Применение фенобарбитала не способствует снижению уровня билирубина, поскольку оно только увеличивает количество мутированного фермента UGT1A1, которое всё равно неспособно катализировать глюкуронирование билирубина, что, с другой стороны, делает применение фенобарбитала полезным для диагностики данного синдрома.[8][14]
- Синдром Криглера-Найяра типа II связан с другими мутациями, которые приводят к уменьшенной активности мутированного фермента UGT1A1, что вызывает гипербилирубинемию с уровнями общего билирубина от 6 до 20 мг/дл. В этом случае фенобарбитальная терапия помогает снизить уровень билирубина на более чем 30 %.[8][15]
- Гипербилирубинемия, семейная нестационарная новорожденная (также называемая желтухой грудного вскармливания) связана с одной или несколькими мутациями, которые сами по себе не приводит к увеличению уровня билирубина у женщин, но у их детей при грудном вскармливании развиваются от легкой до тяжелой формы гипербилирубинемии при получении с молоком стероидов, которые ингибируют глюкуронирование неконъюгированного (несвязанного) билирубина, что может привести к физиологической желтухе новорождённых и даже к ядерной желтухе[8][16].

## Фармакогенетика
Генетические вариации в гене UGT1A1 также приводили к токсическому эффекту некоторых лекарств. Вариант UGT1A1*28, который часто присутствует при синдроме Жильбера, был связан с повышенным риском развития нейтропении у пациентов, получавших химиотерапевтическое лекарственное средство иринотекана, а Управление по контролю за продуктами и лекарствами США рекомендует указывать на этикетке с иринотеканом, что пациенты с генотипом *28/*28 должны получать более низкую начальную дозу препарата. Вариант UGT1A1*6, более распространенный в азиатских популяциях, чем вариант *28, также был связан с проявлением токсичности иринотекана. У пациентов, гетерозиготных или гомозиготных по аллелю *6, имеется повышенный риск развития нейтропении и диареи по сравнению с генотипом *1/*1.